# Бараділі
Бараділі (італ. Baradili, сард. Baradìle) — муніципалітет в Італії, у регіоні Сардинія, провінція Ористано.
Бараділі розташоване на відстані близько 390 км на південний захід від Рима, 60 км на північ від Кальярі, 34 км на південний схід від Ористано.
Населення — 87 осіб (2014).
Щорічний фестиваль відбувається 20 липня. Покровитель — Santa Margherita.

## Демографія
Населення за роками:

Станом на 1 січня 2023 року в муніципалітеті офіційно проживало 5 іноземців з 4 країн.

## Сусідні муніципалітети
- Баресса
- Дженурі
- Гоннозно
- Сіні
- Туррі
- Уссараманна